# Jugoszlávia az 1924. évi téli olimpiai játékokon
A Jugoszláv Királyság a franciaországi Chamonix-ban megrendezett 1924. évi téli olimpiai játékok egyik részt vevő nemzete volt. Az országot az olimpián 1 sportágban 4 sportoló képviselte, akik érmet nem szereztek.

## Sífutás

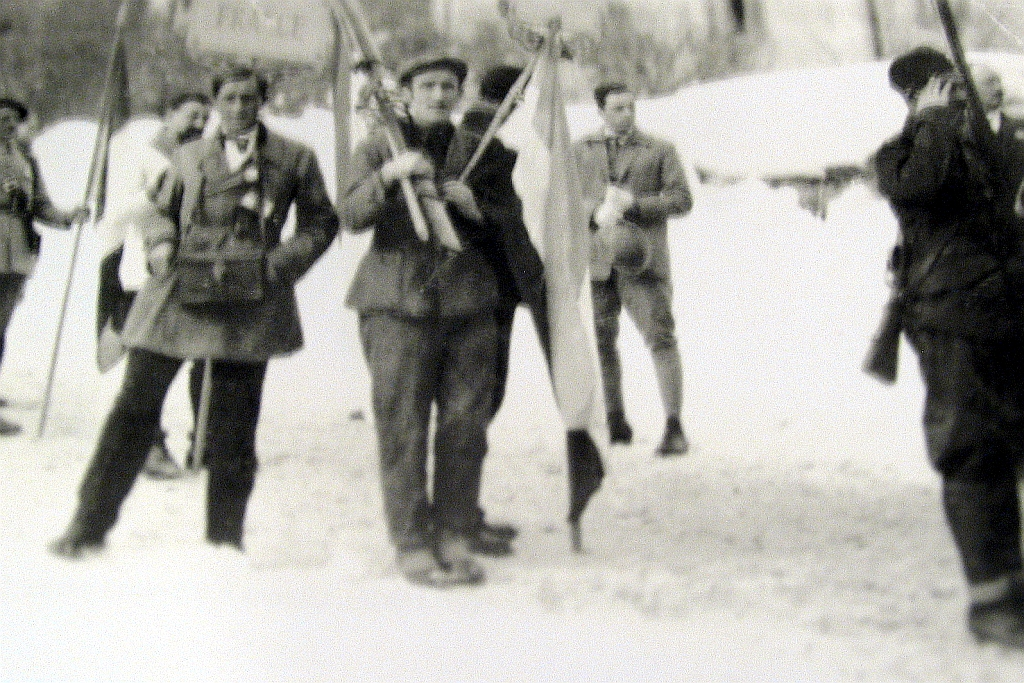
Dušan Zinaja az olimpia megnyitóján a jugoszláv zászlóval

| Versenyző        | Versenyszám | Eredmény      | Helyezés      |
| ---------------- | ----------- | ------------- | ------------- |
| Vladimir Kajzelj | 18 km       | 2:00:43,0     | 34.           |
| Mirko Pandaković | 18 km       | nem ért célba | nem ért célba |
| Mirko Pandaković | 50 km       | nem ért célba | nem ért célba |
| Zdenek Švigelj   | 18 km       | 1:50:27,6     | 32.           |
| Zdenek Švigelj   | 50 km       | nem ért célba | nem ért célba |
| Dušan Zinaja     | 18 km       | 2:12:19,4     | 36.           |
| Dušan Zinaja     | 50 km       | nem ért célba | nem ért célba |